# 胡姆尼斯卡 (特諾皮爾州)
49°16′41″N 25°39′13″E / 49.27806°N 25.65361°E
胡姆尼斯卡（羅馬化：Humnyska）是烏克蘭的村落，位於該國西部捷爾諾波爾州，由捷尔诺波尔区負責管轄，始建於1471年，面積1.82平方公里，海拔高度335米，2001年人口691，人口密度每平方公里379.5人。